# Баженов, Павел Дмитриевич
Павел Дмитриевич Баженов (18 июня [1 июля] 1904, Подолино, Ивановская Промышленная область — 13 октября 1941, Лом, Ярославская область) — советский художник, мастер палехской миниатюры, театральный художник.

## Биография
Родился 18 июня (1 июля) 1904 года в деревне Подолино Вязниковского уезда Владимирской губернии в семье иконописца. В 1915—1917 годах учился в учебно-иконописной мастерской Комитета попечительства в Палехе у И. М. Баканова и Е. И. Стягова. После окончания учёбы с 1917 до 1926 года занимался сельским хозяйством. В 1926 году был принят в Артель древней живописи учеником И. И. Голикова. В 1928 году Баженов стал членом артели. С 1929 года участвовал в художественных выставках. Член Союза художников СССР с 1934 года.
После начала Великой Отечественной войны отправился на фронт. Погиб 13 октября 1941 года при бомбардировке железнодорожного эшелона на станции Лом под Рыбинском, не доехав до фронта. В том же эшелоне погибли другие палехские художники Виктор Жегалов и Василий Салабанов. Баженов был похоронен в братской могиле в посёлке Лом Рыбинского района.

## Творчество
В творчестве Баженова присутствуют как советские патриотические мотивы («На страже границ СССР», 1933, 1935; «Чапаев», 1937), так и мотивы русского фольклора и образы богатырей («Илья Муромец», 1932; «Алеша Попович», 1939, и другие). Его произведения выделяются острым, динамичным и выразительным рисунком («Алеко», 1931, «Салтычиха», 1932). Баженов участвовал в оформлении спектаклей Ленинградского кукольного театра («Руслан и Людмила», «Сказка о попе и работнике его Балде», 1937), Московского камерного театра («Богатыри», 1938) и спектаклей Большого театра (1940). Принимал участие в создании цветного кукольного мультфильма «Сказка о рыбаке и рыбке» (1935—1936). Баженов также иллюстрировал книги, расписывал фарфор, рисовал карикатуры.
Работы Баженова хранятся в Государственном музее Палехского искусства, Государственном Русском музее, Всероссийском музее декоративно-прикладного и народного искусства, Музее народного искусства НИИ художественной промышленности, Сергиево-Посадском государственном историко-художественном музее-заповеднике, Ивановском областном художественном музее, Нижегородском государственном художественном музее, Государственном музее истории религии, Музее-квартире А. С. Пушкина (Мойка, 12), Музее-даче А. С. Пушкина (г. Пушкин), Государственном музее А. М. Горького, Театральном музее им. А. А. Бахрушина.

## Память
В Палехе на стене дома 9 по Октябрьской улице установлена мемориальная доска с текстом: «На этом месте стоял дом, в котором жил и работал художник лаковой миниатюры Баженов Павел Дмитриевич, погибший в боях за Родину в октябре 1941 года (1904—1941 г. г.)».

## Галерея

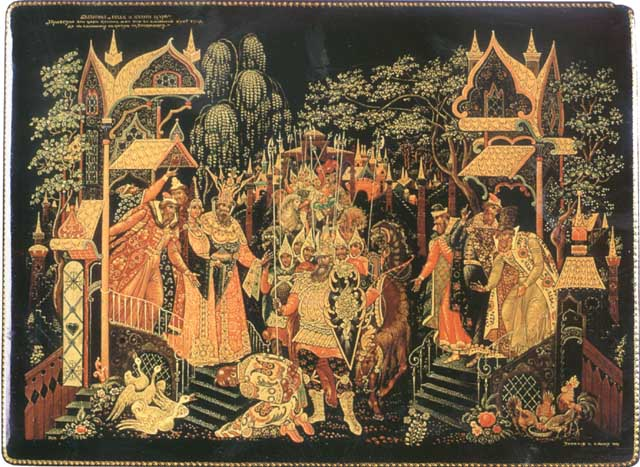
Илья Муромец и Калин царь. Шкатулка, 1940
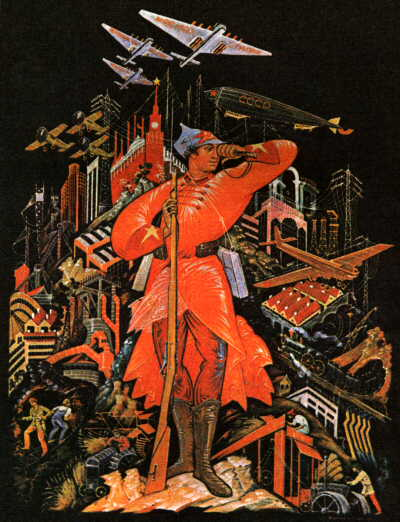
На страже границ СССР. Пластина, 1934
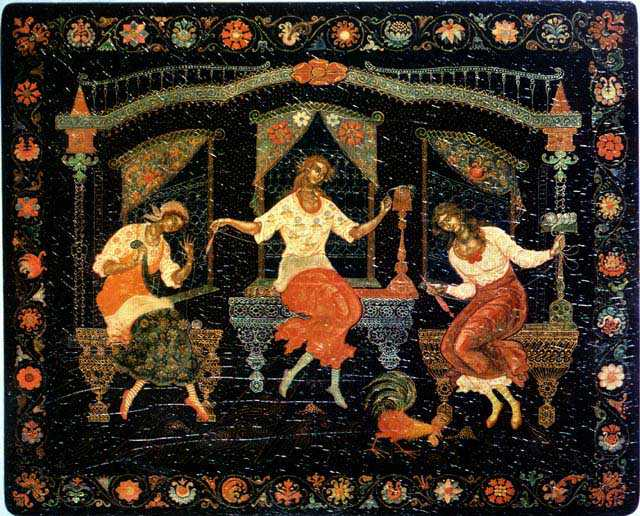
Три девицы под окном. Шкатулка, 1931
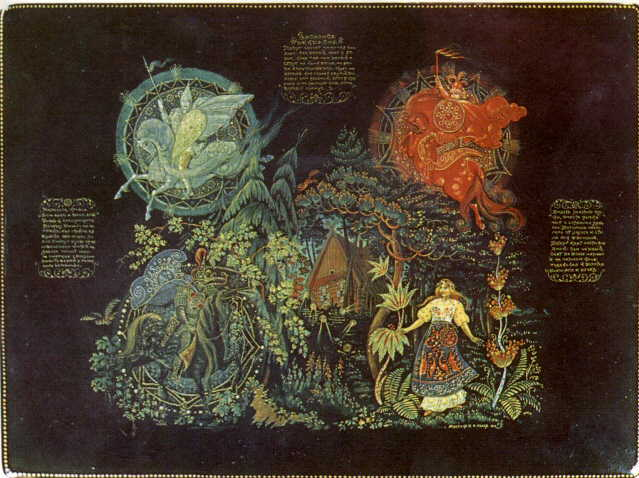
Василиса Прекрасная. Шкатулка, 1941
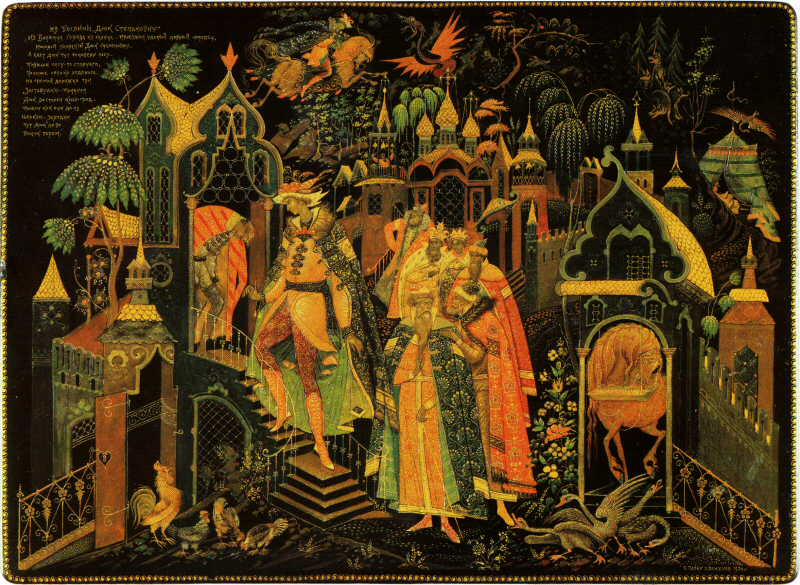
Дюк Степанович. Шкатулка, 1934
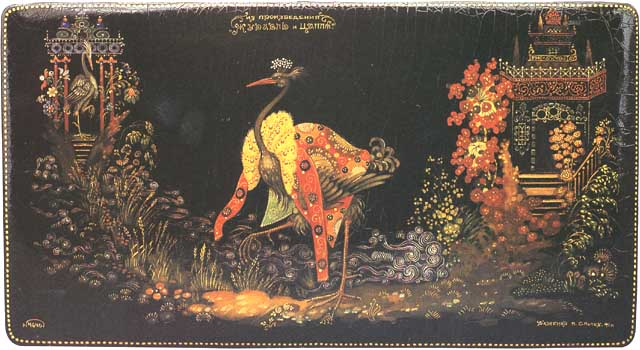
Журавль и цапля. Шкатулка, 1941